# Woodbridge (Connecticut)
Pour les articles homonymes, voir Woodbridge.
Woodbridge est une ville américaine située dans le comté de New Haven dans l'État du Connecticut.
Woodbridge devient une municipalité en 1784. Elle doit son nom au révérend Benjamin Woodbridge, premier pasteur de la ville.

## Démographie
| 1820  | 1850 | 1860 | 1870 | 1880 | 1890 |
| ----- | ---- | ---- | ---- | ---- | ---- |
| 1 988 | 912  | 872  | 829  | 926  | 926  |

| 1900 | 1910 | 1920  | 1930  | 1940  | 1950  |
| ---- | ---- | ----- | ----- | ----- | ----- |
| 852  | 878  | 1 170 | 1 630 | 2 262 | 2 822 |

| 1960  | 1970  | 1980  | 1990  | 2000  | 2010  |
| ----- | ----- | ----- | ----- | ----- | ----- |
| 5 182 | 7 673 | 7 761 | 7 924 | 8 983 | 8 990 |

Selon le recensement de 2010, Woodbridge compte 8 990 habitants. La municipalité s'étend sur 19,19 milles carrés (49,7 km2), dont 18,81 milles carrés (48,72 km2) de terres et 0,38 milles carrés (0,98 km2) d'étendues d'eau.